# Elektrostatická rizika pro elektroniku

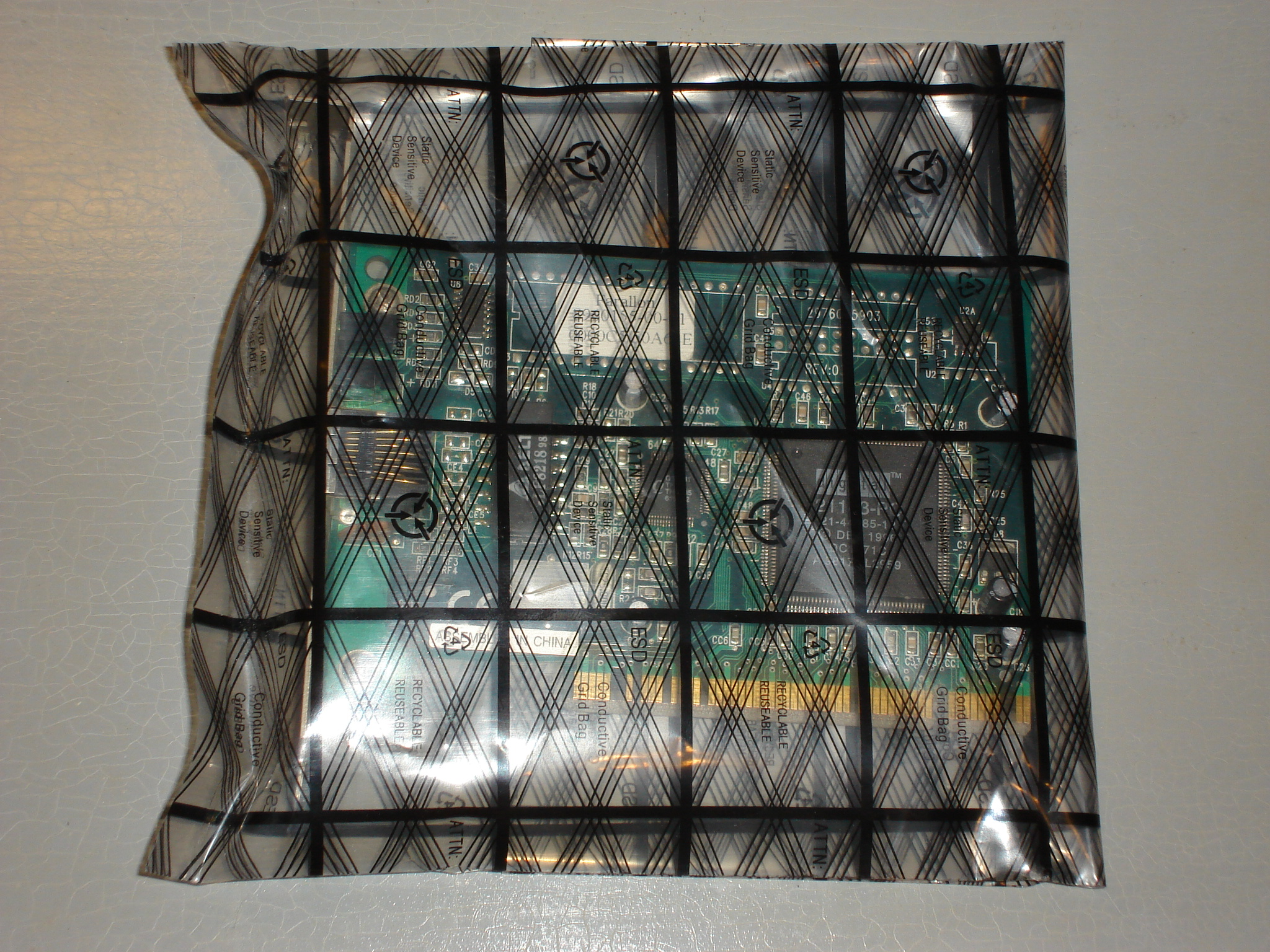
Pro přepravu elektrostaticky citlivé elektroniky (součástky/sestavy) je nutno použít ANTISTATICKÝ sáček (disipativní polyetylen)

Elektrostatika vykazuje řadu rizik pro elektronické součástky a sestavy. Jde zejména o degradaci, změnu parametrů nebo selhání součástky či sestavy. To může vést k snížení spolehlivosti zařízení i systémů, které obsahují elektronické podsestavy, nepřímo až k ohrožení života.
Příčiny rizik jsou např.:
Poškození elektrostatickým výbojem; poškození ESD (ESD Damage) - poškození elektrostatickým výbojem resp. poškození napětím indukovaným elektrostatickým polem, tj. řadou poruchových mechanismů. Citlivá součástka/sestava se často označuje zkratkou ESDS (ESD sensitive).
Elektrické přetížení (Electrical OverStress, EOS) je působení elektrické energie s parametry, které přesahují (stanovené nebo nestanovené) hodnoty pro polovodičovou součástku atp. EOS nemá stanoveny meze pro napětí, proud nebo frekvenci; poškození EOS tedy zahrnuje poškození ESD jako podmnožinu.
Poškození elektrostatickým polem (Damage by electrostatic field) - Elektrostatické pole vyvolá interní výboj v součástce; proud výboje prochází pouze interní dielektrickou izolační vrstvou, nikoli vnějším obloukovým nebo korónovým výbojem
Dále jsou uvedeny termíny a definice, které souvisí s riziky pro elektroniku. 

## Generace elektrostatického náboje
Statická elektřina souvisí s jevy, způsobenými nashromážděním elektrického náboje na povrchu různých těles a předmětů a jejich výměnou při vzájemném kontaktu. 
Generátory elektrostatického náboje jsou předměty, na kterých se může prostřednictvím elektrizace tělesa vytvářet elektrostatický náboj, např.:
- přenosem náboje
- indukcí v elektrickém poli
- polarizací
- fotoelektrickým jevem
- pyroelektrickým jevem
- piezoelektrickým jevem
- ionizací a adsorpcí iontů
- elektrochemickými procesy

Náboj může vzniknout také triboelektrickým jevem, tj. třením, přesněji dotykem dvou těles a jejich oddělením. Velikost tohoto nabíjení vyjadřuje triboelektrická řada předmětů.

## Elektrostatické výboje
Elektrostatický výboj (ESD, z anglického electrostatic discharge) zahrnuje pomalé vybíjení přes rezistor i výboj s průrazem příslušného dielektrika (vzduchu).
Jde o přenos náboje průrazem z materiálu nebo z předmětu s odlišným elektrickým potenciálem vzhledem k nejbližšímu okolí. Rozlišujeme výboje:
- jiskrový je typický výboj pro poškození elektronické součástky atp.
- korónový vzniká obvykle v blízkosti hrotu elektrody, kde lokální intenzita elektrického pole převyšuje průraznou hodnotu vzduchu. Využívá se pro nabíjení povrchů.
- obloukový je charakterizován velkým (stejnosměrným) proudem – např. 100 A až 100 kA. Při této málo pravděpodobné variantě dochází k úplné destrukci elektroniky.
- další typy: trsový výboj, kuželový výboj atp.

## Poruchy elektronických součástek související s ESD
Elektrické namáhání elektroniky vyvolané působením ESD může vyvolat:
- lokalizovanou generaci tepla
- vysokou proudovou hustotu (tlumené zákmity proudu)
- velký gradient elektrického pole

Takové namáhání může způsobit poruchu, např.:
- selhání součástky
- trvalou změnu parametrů
- latentní poškození

Související dominantní mechanismy poruch polovodičových součástek:
- průraz oxidu při intenzitě elektrického pole nad 6 až 10 MV/cm,
- poškození PN přechodu (zvýšený svodový proud při opačné polaritě; vytvoření zkratu),
- vypálení metalizace a polysilikonu (propojení kov-polisilikon; tenkovrstvové rezistory).

Mechanismy katastrofických poruch jsou v tomto případě např.:
- vypálení PN přechodu (vytvoření zkratu),
- vypálení (odpaření) metalizace,

## Potlačování ESD
Program potlačování ESD  (ESD control program) musí být součástí Komplexního řízení kvality (Total Quality Management, TQM). Dále jsou uvedeny komponenty programu potlačování ESD.
Prostory z pohledu výroby/servisu elektroniky:
- Vyhrazený prostor ESD (ESD Protected Area, EPA) - prostor chráněný proti ESD, kde lze manipulovat s ESDS při přijatelném riziku poškození.
- Prostory s potlačovanou kontaminací (contamination controlled areas) jsou tzv. čisté prostory, které často zahrnují prostory, kde lze manipulovat s ESDS.
- Nechráněný prostor (UnProtected Area, UPA) - mimo prostor EPA.

Předměty pro potlačování ESD (ESD control items), např.:
- Elektrostaticky disipativní obuv (electrostatic dissipative footwear) - obuv, která vykazuje rezistanci 105 až 108 ohmů.
- Elektrostaticky vodivá obuv (electrostatic conductive footwear) - vykazuje rezistanci < 105 ohmů.
- Náramek (wrist strap) sestává z pásku, který těsně obepíná zápěstí a zemnícího kabelu, který připojuje náramek k uzemňovací svorce.
- ESD podlaha (ESD floor) - podlahová krytina vyhovující požadavkům programu pro potlačování ESD.
- Propojení (bonding) - pospojování vodivých předmětů, které jsou navzájem izolovány, pomocí vodiče (všechny vodivé předměty jsou na stejném potenciálu).

ESD ochranné obaly (ESD protective packaging) pro citlivé součástky podle rezistance  rozlišujeme:
- vodivé (do 104 Ω),
- stínící před výbojem (do 103 Ω),
- disipativní (104 Ω až 1011 Ω) a
- izolační (nad 1011 Ω)

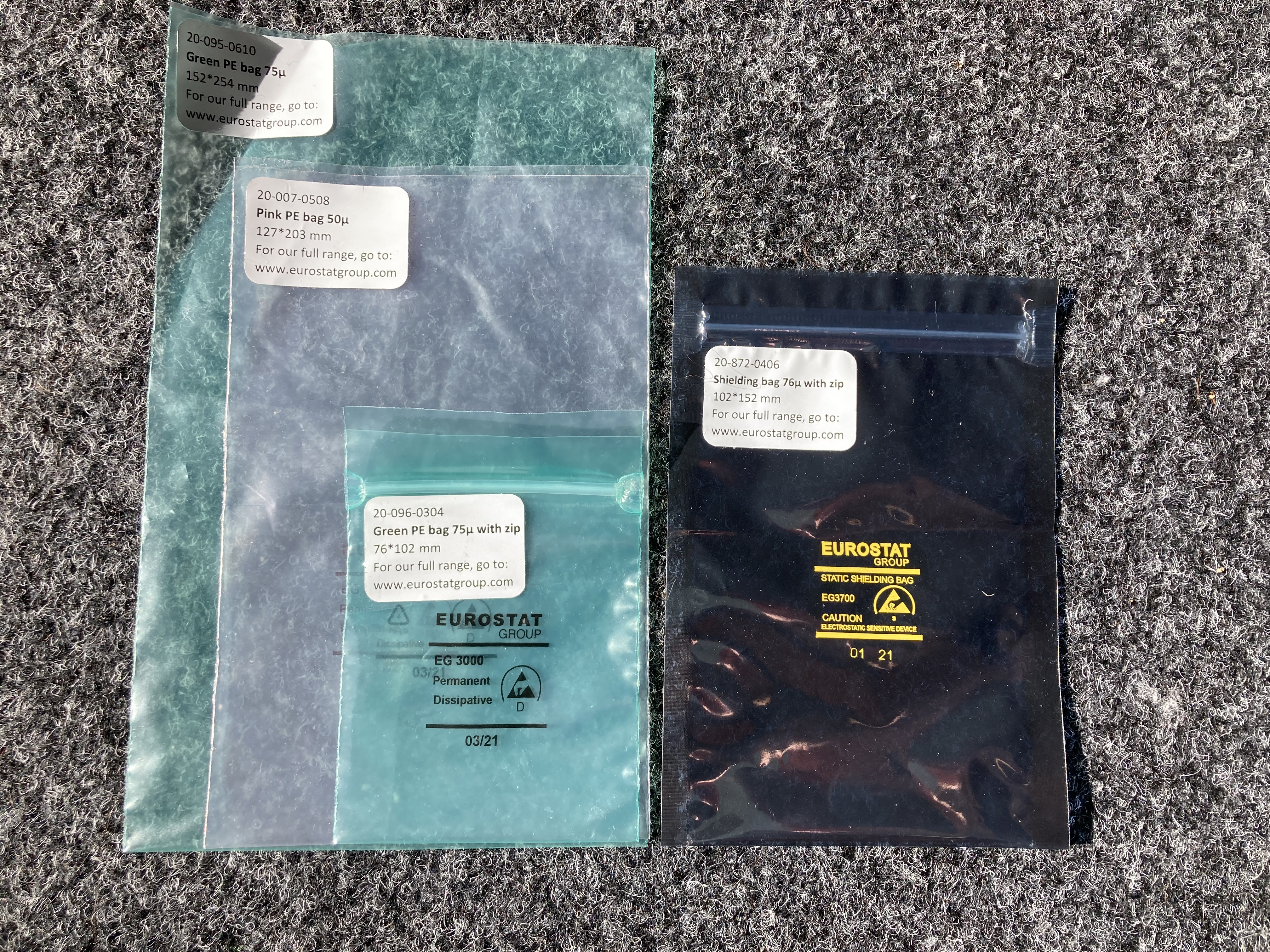
ESD ochranné obaly jsou vyráběny v různých provedeních.

Materiály používané při výrobě/servisu elektroniky:
- Obal blízký (proximity packaging) není v přímém kontaktu s ESDS. Obsahuje více než jednu ESDS.
- Obal sekundární (secondary packaging) poskytuje další fyzickou ochranu.
- Obal vnitřní (intimate packaging) je v přímém kontaktu s ESDS.

Uzemňovací rozvod prostoru EPA (EPA ground facility).
Uzemňovací svorka prostoru EPA (EPA ground Bonding Point, EBP).
Výstražné/varovné štítky na ESD pracovišti (ESD workstation warning labels).
Značka ESD (ESD symbol) - na všech ESD obalech a výstražných štítcích.

## Simulace elektrostatických výbojů
- Model lidského těla (Human Body Model, HBM) - odpovídá situaci ruční manipulace s citlivými součástkami.
- Model nabité součástky (Charged Device Model, CDM) - náboj může být např. indukován polem a vybíjí se do okolních součástek.
- Model strojový (Machine Model, MM) simuluje výboj z velkého kovového předmětu, jako jsou např. díly osazovacího stroje.

## Měření charakteristik
CDM odolnost (CDM withstand) - odolnost při zkoušení podle modelu CDM.
Citlivost podle HBM s napětím nižším než 100 V (HBM sensitivity less than 100 V).
Elektromagnetické rušení (ElectroMagnetic Disturbance, EMD) - rušení parazitně generované výbojem resp. „sousedním“ předmětem.
ESD výdržné napětí (ESD withstand voltage) - ještě nezpůsobí selhání.
Hustota povrchového náboje (Surface charge density, pC/cm2).
Monitor s nabitou deskou (Charged Plate Monitor, CPM) - měří neutralizaci náboje atp.
Pokles náboje (charge decay) může být vyvolán migrací náboje po povrchu tělesa nebo jeho objemem, což vede k poklesu povrchové nebo objemové hustoty náboje.
Poškození (damage) zahrnuje degradaci, změnu parametrů nebo selhání součástky/sestavy.
Prahová napěťová citlivost sestavy ESDS (ESDS threshold voltage sensitivity of an assembly) - odpovídá nejcitlivější součástce v sestavě.
Rezistance (resistance) je vyjádřena poměrem napětí/proud. Rozlišuje se: 
- objemová rezistance (volume resistance),
- povrchová rezistance (surface resistance),
- rezistance mezi dvěma body (point-to-point resistance) a
- rezistance k zemi (resistance to ground).

Systém obuv-podlaha ( footwear-flooring system) je sestava, na které se sleduje vznik napětí na osobě, která chodí po podlaze.

## Další související termíny a definice
ESDA (ESD Association) - asociace zaměřená na potlačování ESD; mj. vydává řadu dokumentů, norem a specifikací z této problematiky.

## Galerie

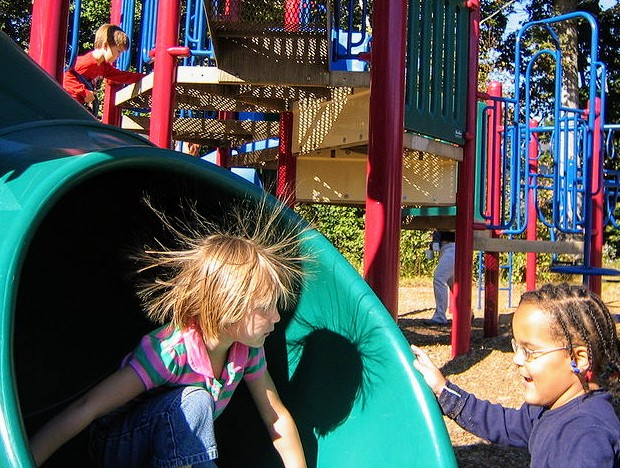
Triboelektrické nabíjení při jízdě na klouzačce -Vlasy nabity kladně a navzájem se odpuzují
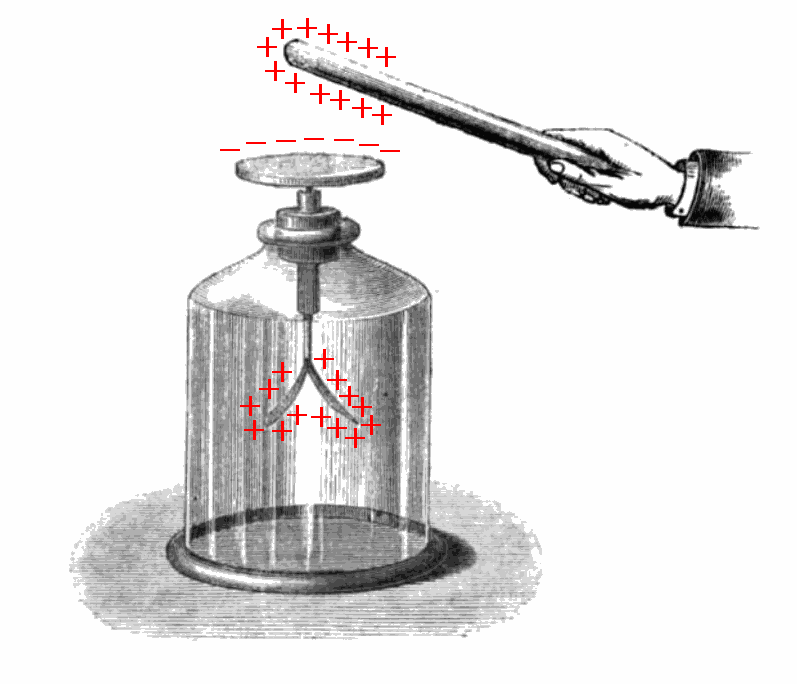
Elektrostatická indukce - Nabitá tyč se přiblíží k ELEKTROSKOPU a indukce způsobí separaci náboje; zlaté  lístky uvnitř získaly kladný náboj a odpuzují se
Varovný štítek - elektrostaticky citlivá součástka/zařízení
Varovný štítek na materiálu, který chrání jiné předměty před ESD
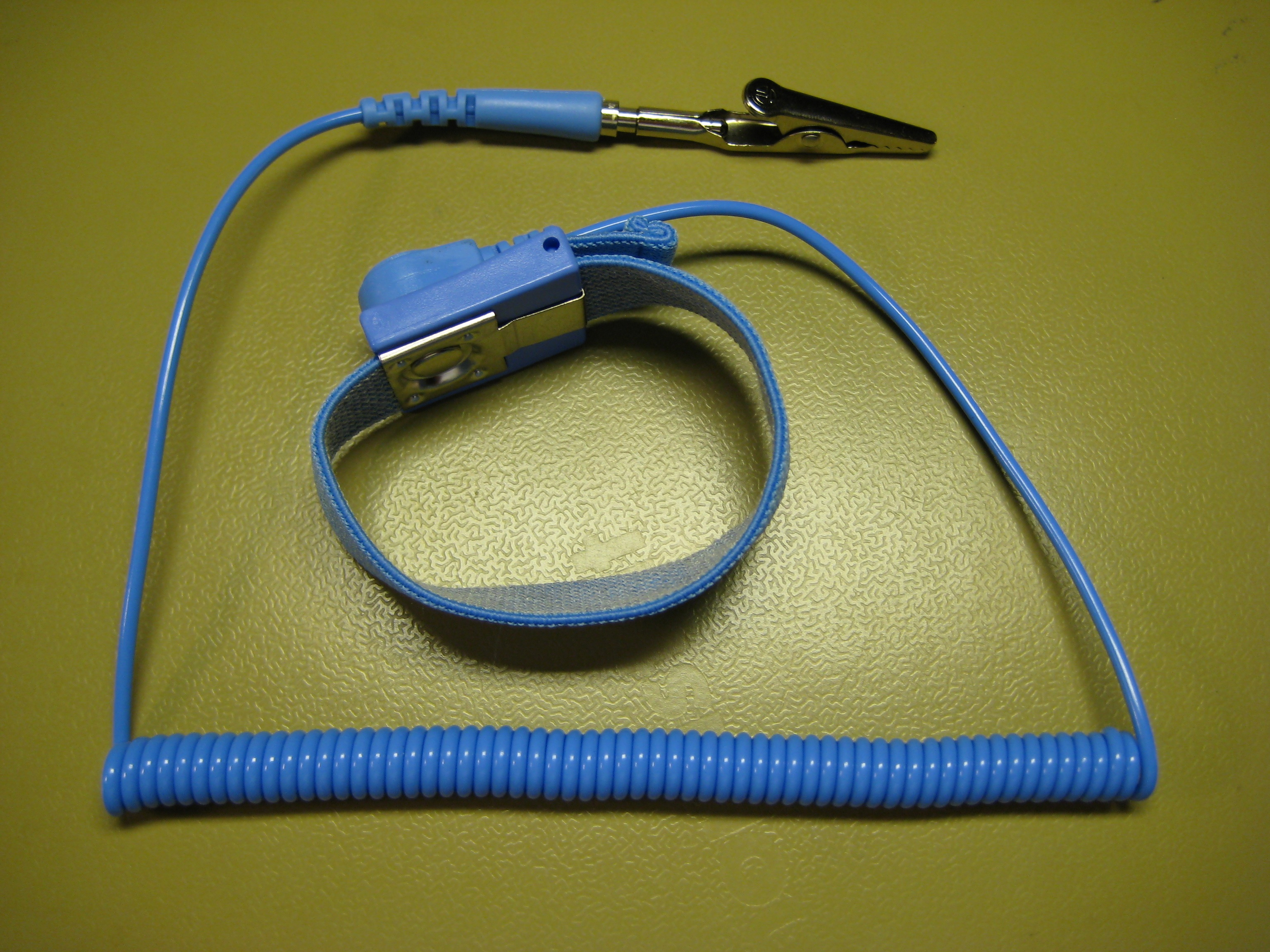
Náramek musí používat montážní pracovník; náramek je kabelem připojen k uzemňovací svorce stolu
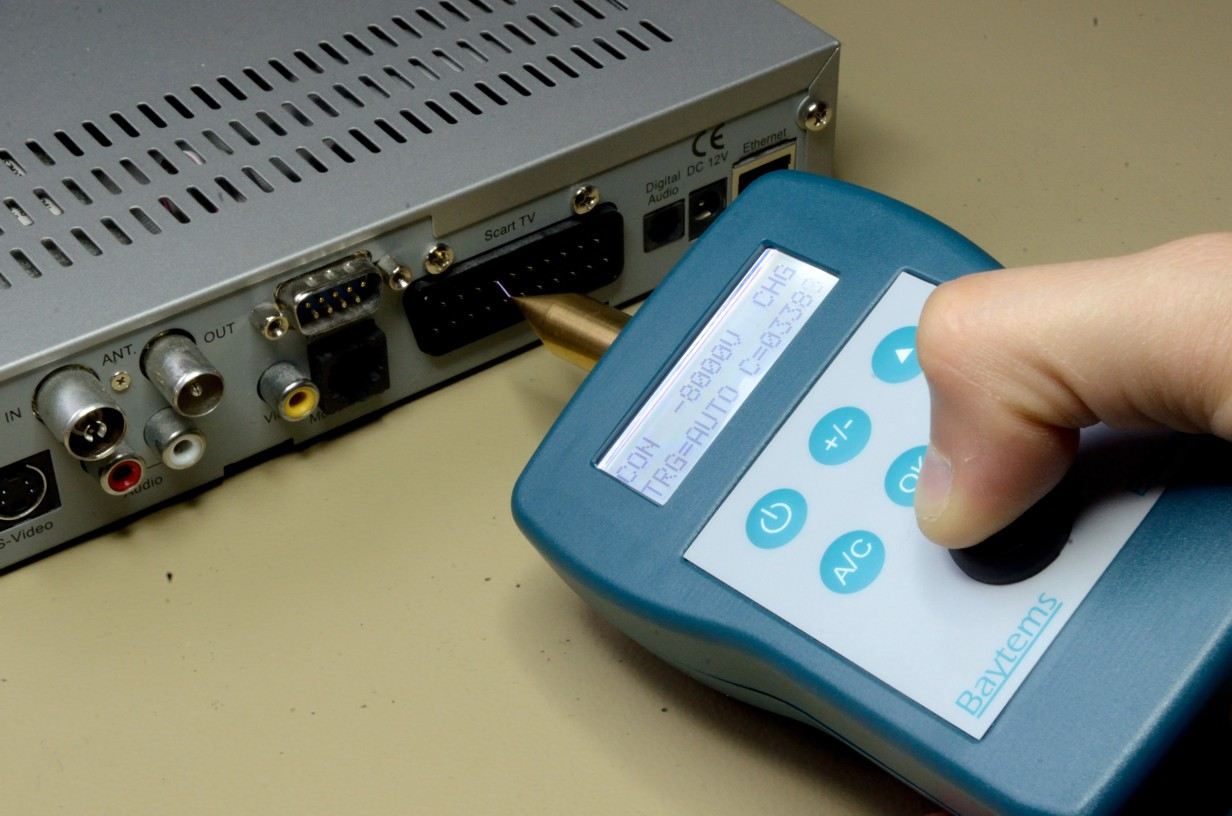
Testování Set Top Boxu na odolnost proti ESD
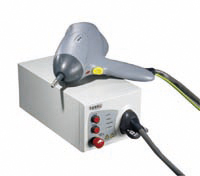
ESD pistole; Simulátor ESD
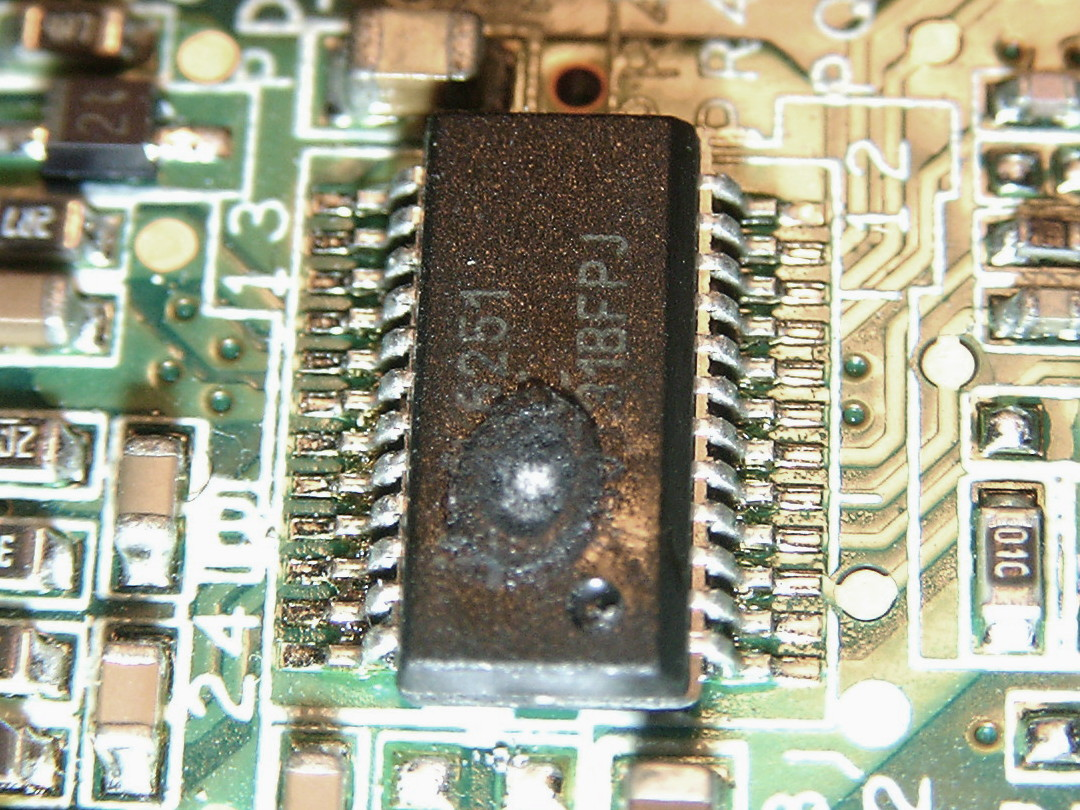
Porucha elektroniky - Přehřátý integrovaný obvod